# 916 America
916 America là một tiểu hành tinh bay quanh Mặt Trời ở Vành đai tiểu hành tinh giữa Sao Hỏa và Sao Mộc.
Nó được phát hiện ngày 7 tháng 8 năm 1915 bởi nhà thiên văn học Xô viết Grigory Nikolaevich Neujmin ở Simeis, Ukraina.